# Atlantischer Spatenfisch
Der Atlantische Spatenfisch (Chaetodipterus faber) lebt im westlichen, tropischen Atlantik von der Küste Neuenglands, die Bahamas, der Karibik, des Golf von Mexiko bis an die südliche Küste Brasiliens.

## Merkmale
Die hochrückigen, diskusförmigen Fische werden maximal 90 Zentimeter lang und erreichen ein Gewicht von 9 kg. Ihr Schnauze ist stumpf, das Maul klein und endständig. Der Oberkiefer ausgewachsener Exemplare endet unterhalb der Nasenöffnungen. Der Gaumen ist zahnlos. Die Seiten werden von breiten, schwärzlich, senkrechten Streifen gemustert, die mit Alter verblassen. Die Schuppen sind ctenoid. Auch Kopf und Flossen sind beschuppt.
- Flossenformel: Dorsale IX/21–24, Anale III/17–18.

## Lebensweise
Atlantische Spatenfische leben in Schwärmen mit bis zu 500 Individuen, küstennah, in seichten Gewässern und im freien Wasser über Korallenriffen. Oft hält sich die Art auch bei Bohrtürmen, Schiffswracks oder Hafenmolen auf.
Sie fressen hauptsächlich hartschalige Wirbellose, wie Krebstiere, Muscheln und Schnecken, aber auch Ringelwürmer, Quallen, Salpen und Algen. Über die Fortpflanzung ist nichts bekannt. Wahrscheinlich laichen sie in Schwärmen.